# Daniel Friedrich Eduard Wilsing
Daniel Friedrich Eduard Wilsing   (Hörde, 21 d'octubre de 1809 - Berlín, 2 de maig de 1893) fou un compositor alemany del Romanticisme.
Estudià a Dortmund i Soest, i el 1829 fou nomenat organista de la Catedral protestant de Wesel, càrrec que deixà per establir-se a Berlín i dedicar-se exclusivament a la composició. De les seves obres és cèlebre sobretot, un De profundis, a 16 veus, per la que Frederic Guillem IV de Prússia li concedí la medalla d'or i de la que Schumann va dir que era una de les obres mestres més grans de l'època. A més, també se li deu; l'oratori Jesus Christus; lieder; cors i tres sonates.